# Sepultura de la família Roquer
La Sepultura de la família Roquer és una obra de Riudaura (Garrotxa) inclosa a l'Inventari del Patrimoni Arquitectònic de Catalunya.

## Descripció
El cementiri del poble de Ridaura està situat al costat de l'església del Monestir de Santa Maria de Riudaura; està format per sepultures noves, llevat d'una que, per la seva decoració, és del tot remarcable. Correspon a la família Roquer i fou realitzat amb pedra del país; està coronat per dues columnetes amb base senzilla, fust llis i capitells, ornats amb fulles d'acant, que sostenen un entaulament superior decorat amb formes vegetals estilitzats. A la part central hi ha les figures de dues dones realitzades en relleu: una d'elles inclina el cap, cobert amb un mantell, cap a baix, destaquen els profunds plecs de la seva vestimenta; l'altra, disposa de la mateixa vestimenta, però mira cap al cel. Sota els seus peus havia existit una inscripció, avui molt malmesa, de la qual únicament s'ha pogut llegir: "BEA31MA...TU:MORUNGUR APO?UV13".